# Línea 2B (TUVISA)
La línea 2B de TUVISA de Vitoria recorre periféricamente Vitoria de manera circular.

## Características
Esta línea recorre de manera circular la circunvalación interior de Vitoria en el sentido de las agujas del reloj. Su recorrido es idéntico, aunque de sentido contrario a la Línea 2B
La línea entró en funcionamiento a finales de octubre de 2009, como todas las demás líneas de TUVISA, cuándo el mapa de transporte urbano en la ciudad fue modificado completamente. En junio de 2014, el recorrido fue ligeramente modificado para atender al nuevo edificio del Hospital Universitario de Álava (HUA), mientras que en 2017 se eliminó la parada de regulación horaria de Mendizorroza.Y en 2022 se puso en marcha el BEI con el sistema BRT

### Frecuencias
| de lunes a viernes laborables |        |
| 6:00, 6:20, 6:40              |        |
| de 7:00 a 21:30               | 10 min |
| 21:50, 22:10                  |        |
| sábados laborables            |        |
| de 7:00 a 23:15               | 15 min |
| domingos y festivos           |        |
| de 8:00 a 22:20               | 20 min |
| laborables agosto             |        |
| de 7:00 a 22:15               | 15 min |

| de lunes a viernes laborables |
| 6:00, 6:20, 6:40              |
| 21:50, 22:15                  |
| sábados laborables            |
| 7:05, 23.05, 23:20            |
| domingos y festivos           |
| 8:00, 22:20                   |
| laborables agosto             |
| 7:05, 22:05, 22:20            |

## Recorrido
La Línea comienza su recorrido en la Calle Zaramaga, junto al centro comercial El Boulevar, desde este punto se dirige hacia la Calle Juan de Garay, tras pasar por América Latina entra en Bulevard de Euskal Herria, la que abandona hacia Francisco Leandro de Viana. Gira a la izquierda por Beato Tomás de Zumárraga para llegar después hasta Pedro Asúa, pasa la vía férrea y se adentra en el Castillo de Fontecha hasta Rosalía de Castro. Sigue con el recorrido hasta llegar a Salbatierrabide, Álava y Paseo de la Zumaquera. Desde aquí, accede a Jacinto Benavente, Aragón y Madrid. Siguiendo recto accede a la Calle Zaramaga y llega al punto inicial.

## Paradas
| KBHFa |

| TUNNEL1 |

| HST |

| TRAM |

| TRAM |

| HST |

| HST |

| HST |

| HST |

| STRo |

| HST |

| HST |

| BHF |

| HST |

| HST |

| HST |

| HST |

| HST |

| SBRÜCKE |

| HST |

| HST |

| SBRÜCKE |

| HST |

| SBRÜCKE |

| HST |

| HST |

| HST |

| HST |

| KBHFe |

| KBHFa |

| TUNNEL1 |

| HST |

| TRAM |

| TRAM |

| HST |

| HST |

| HST |

| HST |

| STRo |

| HST |

| HST |

| BHF |

| HST |

| HST |

| HST |

| HST |

| HST |

| SBRÜCKE |

| HST |

| HST |

| SBRÜCKE |

| HST |

| SBRÜCKE |

| HST |

| HST |

| HST |

| HST |

| KBHFe |

| KBHFa |

| TUNNEL1 |

| HST |

| TRAM |

| TRAM |

| HST |

| HST |

| HST |

| HST |

| STRo |

| HST |

| HST |

| BHF |

| HST |

| HST |

| HST |

| HST |

| HST |

| SBRÜCKE |

| HST |

| HST |

| SBRÜCKE |

| HST |

| SBRÜCKE |

| HST |

| HST |

| HST |

| HST |

| KBHFe |

| KBHFa |

| TUNNEL1 |

| HST |

| TRAM |

| TRAM |

| HST |

| HST |

| HST |

| HST |

| STRo |

| HST |

| HST |

| BHF |

| HST |

| HST |

| HST |

| HST |

| HST |

| SBRÜCKE |

| HST |

| HST |

| SBRÜCKE |

| HST |

| SBRÜCKE |

| HST |

| HST |

| HST |

| HST |

| KBHFe |